# Ouladzimir Jylka
 (janvier 2008).
Améliorez-le ou discutez des points à vérifier. 
Ouladzimir Adamavitch Jylka (en biélorusse : Уладзімір Адамавіч Жылка) est un poète biélorusse né le 27 mai 1900 dans le village de Makachy (département de Niasvij, voblast de Minsk) dans une famille de paysans.

## Biographie
En 1914, après avoir terminé sa scolarité dans une école à Mir, Ouladzimir Jylka déménage à Minsk avec son père. Entre 1915 et 1917, il étudie au lycée agricole de Baharodziza (Toula). Entre 1918 et 1919, il travaille selon sa spécialité. Il étudie ensuite à l'académie biélorusse de Daugavpils. En février 1923, il part étudier en Tchécoslovaquie à la faculté d'histoire et de philologie de l'Université Charles de Prague. En 1926, il rentre en Biélorussie. Il travaille pour la rédaction du journal Zvjazda, enseigne ensuite la littérature biélorusse au lycée professionnel de musique de Minsk. Au début de l'année 1930, il est arrêté et déporté pour une durée de 5 ans dans la ville d'Ourjoum (oblast de Kirov), où il occupera le poste de professeur de littérature au lycée de médecine. Il est réhabilité le 19 septembre 1960.
Il décède le 1er mars 1933.
Ses premiers vers sont publiés en 1920. Son poème intitulé Impression (1923) et le recueil de vers На ростані (1924) sont publiés d'abord à Wilno. À Minsk sont publiés les recueils З палёў Заходняй Беларусі (En provenance des champs de la Biélorussie occidentale, 1927), Вершы (Les Vers, 1970), Пожні (bers, traductions et articles de critique, 1986).
Il a traduit Слова пра Якуба Шэлю (Un mot au sujet de Iakoub Chéliou) de B. Jasenski (1932), mais aussi quelques œuvres d'Alexandre Blok, Adam Mickiewicz, Henrik Ibsen, Charles Baudelaire, I. Volker et bien d'autres.